# Atletismo nos Jogos Pan-Americanos de 1975 - 400 m masculino
A prova dos 400 m masculino nos Jogos Pan-Americanos de 1975 foi realizada na Cidade do México, México.

## Medalhistas
| Ouro                       | Prata                       | Bronze                    |
| Ron Ray USA Estados Unidos | Alberto Juantorena CUB Cuba | Delmo da Silva BRA Brasil |

## Resultados
| Posição           | Nome               | Nacionalidade      | Tempo | Notas |
| ----------------- | ------------------ | ------------------ | ----- | ----- |
| Medalha de ouro   | Ron Ray            | USA Estados Unidos | 44.45 |       |
| Medalha de prata  | Alberto Juantorena | CUB Cuba           | 44.80 |       |
| Medalha de bronze | Delmo da Silva     | BRA Brasil         | 45.53 |       |
| 4                 | Mike Sands         | BAH Bahamas        | 45.89 |       |
| 5                 | Eddy Gutiérrez     | CUB Cuba           | 46.15 |       |
| 6                 | Brian Saunders     | CAN Canadá         | 46.30 |       |
| 7                 | Trevor Campbell    | JAM Jamaica        | 46.61 |       |
| 8                 | Glenn Bogue        | CAN Canadá         | 47.29 |       |